# لماذا؟ مع هانيبال بوريس
لماذا؟ مع هانيبال بوريس (بالإنجليزية: Why? with Hannibal Buress) برنامج عرض متأخر كوميدي أمريكي، من إعداد وتقديم هانيبال بوريس. اختير البرنامج للعرض في 10 مارس، 2015 لثمان حلقات، وبدأ عرضه في 8 يوليو، 2015 على قناة كوميدي سنترال.
في ديسمبر، 2015، أعلن هانيبال بوريس عن عدم تجديد البرنامج لموسم ثان.

## وصلات خارجية
- الموقع الرسمي
- لماذا؟ مع هانيبال بوريس على موقع IMDb (الإنجليزية)
- لماذا؟ مع هانيبال بوريس على موقع ميتاكريتيك (الإنجليزية)
- لماذا؟ مع هانيبال بوريس على موقع روتن توميتوز (الإنجليزية)
- لماذا؟ مع هانيبال بوريس على موقع كينوبويسك (الروسية)
- لماذا؟ مع هانيبال بوريس على موقع قاعدة بيانات الفيلم (الإنجليزية)